# Trant's Bay
Trant's Bay är en vik i Montserrat (Storbritannien). Den ligger i parishen Saint George, i den nordöstra delen av Montserrat.